# Melanolophia misma
Melanolophia misma är en fjärilsart som beskrevs av Robert W. Poole 1970. Melanolophia misma ingår i släktet Melanolophia och familjen mätare. Inga underarter finns listade i Catalogue of Life.